# Aralia glabra
Aralia glabra är en araliaväxtart som beskrevs av Jinzô Matsumura. Aralia glabra ingår i släktet Aralia och familjen Araliaceae. Inga underarter finns listade.

## Bildgalleri

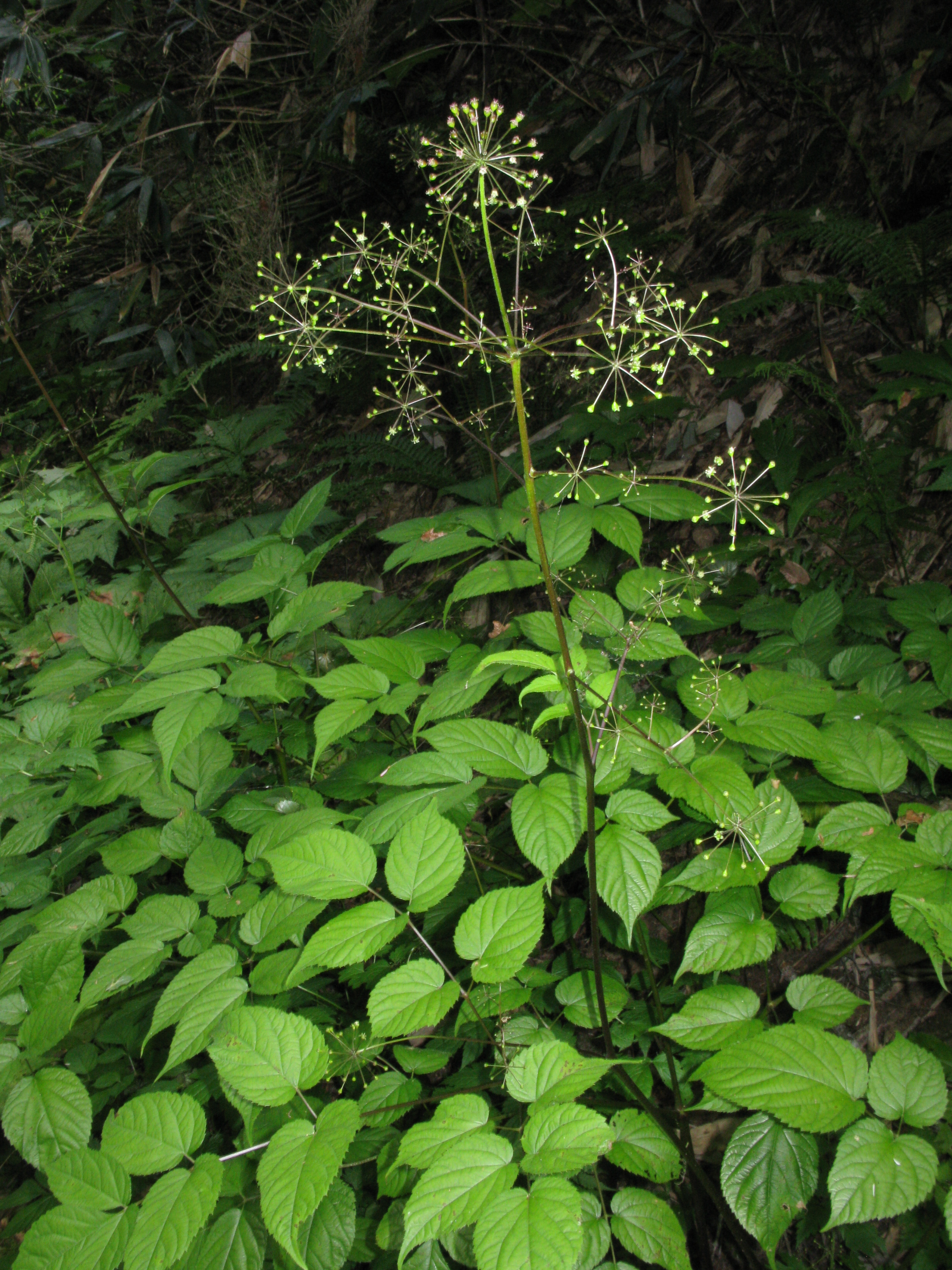